# Cannobio
Cannobio ist eine italienische Gemeinde in der Provinz Verbano-Cusio-Ossola (VB) in der Region Piemont und ist Träger der Bandiera Arancione des TCI.

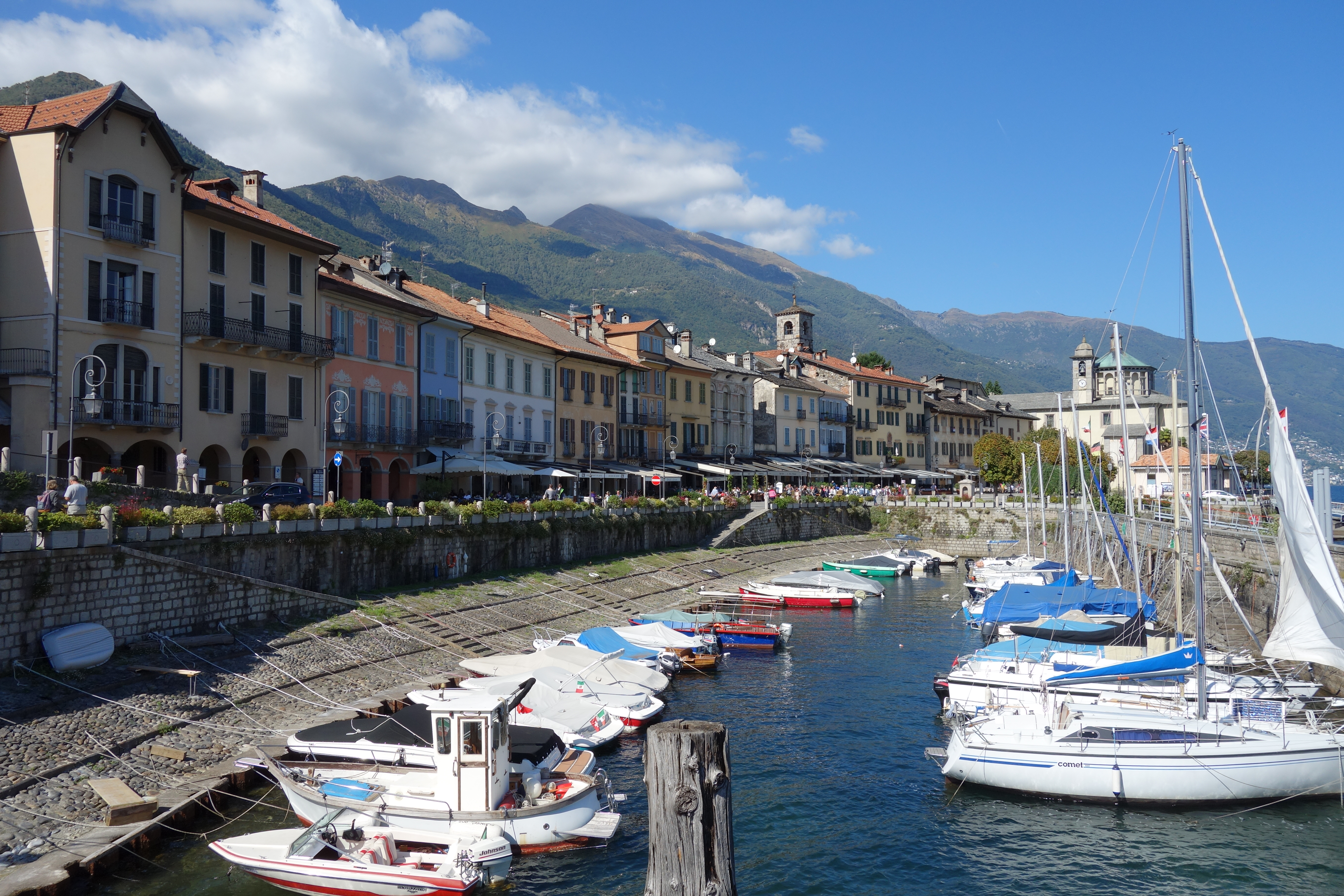
Yachthafen mit dem Panorama von Cannobio

## Lage und Einwohner
Die Gemeinde Cannobio liegt 22 km nordöstlich von der Provinzhauptstadt Verbania und 44 km östlich von Domodossola am westlichen Ufer des Lago Maggiore und ist die erste größere Ortschaft nach der Grenze zur Schweiz. Cannobio liegt auf dem Schwemmkegel des Flüsschens Cannobino, im Hinterland dehnt sich das Valle Cannobina aus.
Die Gemeinde umfasst eine Fläche von 52,53 km² und hat 5021 Einwohner (Stand am 31. Dezember 2024). Zu Cannobio gehören die Fraktionen Campeglio, Carmine Inferiore, Carmine Superiore, Cinzago, Formine, Marchile, Piaggio Valmara, Pianoni, Ronco, Sant’Agata, San Bartolomeo Valmara, Socraggio, Socragno und Traffiume. Sie ist die östlichste Gemeinde in der Provinz Verbano-Cusio-Ossola.
Die Nachbargemeinden sind Brissago TI (CH), Cannero Riviera, Luino (VA), Maccagno con Pino e Veddasca (VA), Centovalli (CH), Trarego Viggiona, Tronzano Lago Maggiore (VA), Valle Cannobina

## Sehenswürdigkeiten
- Cannobio besitzt einen historischen Stadtkern und ist ein beliebtes Ausflugsziel.
- Die Pfarrkirche San Vittore mit romanischem Turm wurde im 17. Jahrhundert erbaut, die Eingangsfassade stammt aus dem Jahr 1842. Sie beherbergt eine Orgel von Luigi Maroni Biroldi aus Varese aus dem Jahr 1837.
- Die Wallfahrtskirche Santissima Pietà wurde 1575–1614 erbaut, dann 1583 von Sankt Karl Borromäus nach einem Entwurf von Pietro Beretta aus Brissago TI wieder aufgebaut. Die Fassade ist das Ergebnis einer Rekonstruktion von Febo Bottini von 1909. Das Innere besteht aus einem einzigen Schiff mit einer üppigen barocken Dekoration. Über dem Altar befindet sich ein wertvolles Altarbild Aufstieg zum Kalvarienberg von Gaudenzio Ferrari und Giovan Battista della Cerva.
- Das Oratorium Santa Marta wurde 1581 erbaut und zeigt über dem Hochaltar das Gemälde Madonna col Bambino des Malers Camillo Procaccini (* 3. März 1561 in Parma; † 21. August 1629 in Mailand).
- Der Palazzo della Ragione, genannt Parrasio, wurde zwischen 1291 und 1294 vom Podestà Ugolino Mandello erbaut und im Laufe des 17. Jahrhunderts umgebaut.
- Der städtische Turm in romanischer Bauweise stammt aus dem 12. Jahrhundert. Es ist aus Stein gebaut und ist eigentlich der Glockenturm der alten Kirche San Vittore.
- Die Rocca Vitaliana ist als die Burgen von Cannero bekannt. Auf den Felseninseln, die aus dem Wasser des Sees hervorgehen, kann man die Ruinen alter Festungsanlagen sehen. Sie wurden zwischen dem 11. und 12. Jahrhundert gebaut.
- Uferpromenade
- Markt an der Promenade (sonntags)
- Hängebrücke Ponte ballerino (Tänzerbrücke) über den Fluss Cannobino.
- Lido Cannobio, ein sehr schöner öffentlicher Badestrand mit Liegewiese
- Kirche Sant’Anna mit der mittelalterlichen Ponte dell’Avostana über die Klamm S. Anna
- Kirche Sant’Agata mit Aussicht auf den Lago Maggiore
- Mineralwasserquelle Fonte Carlina
- Mittelalterliches Dorf Carmine Superiore

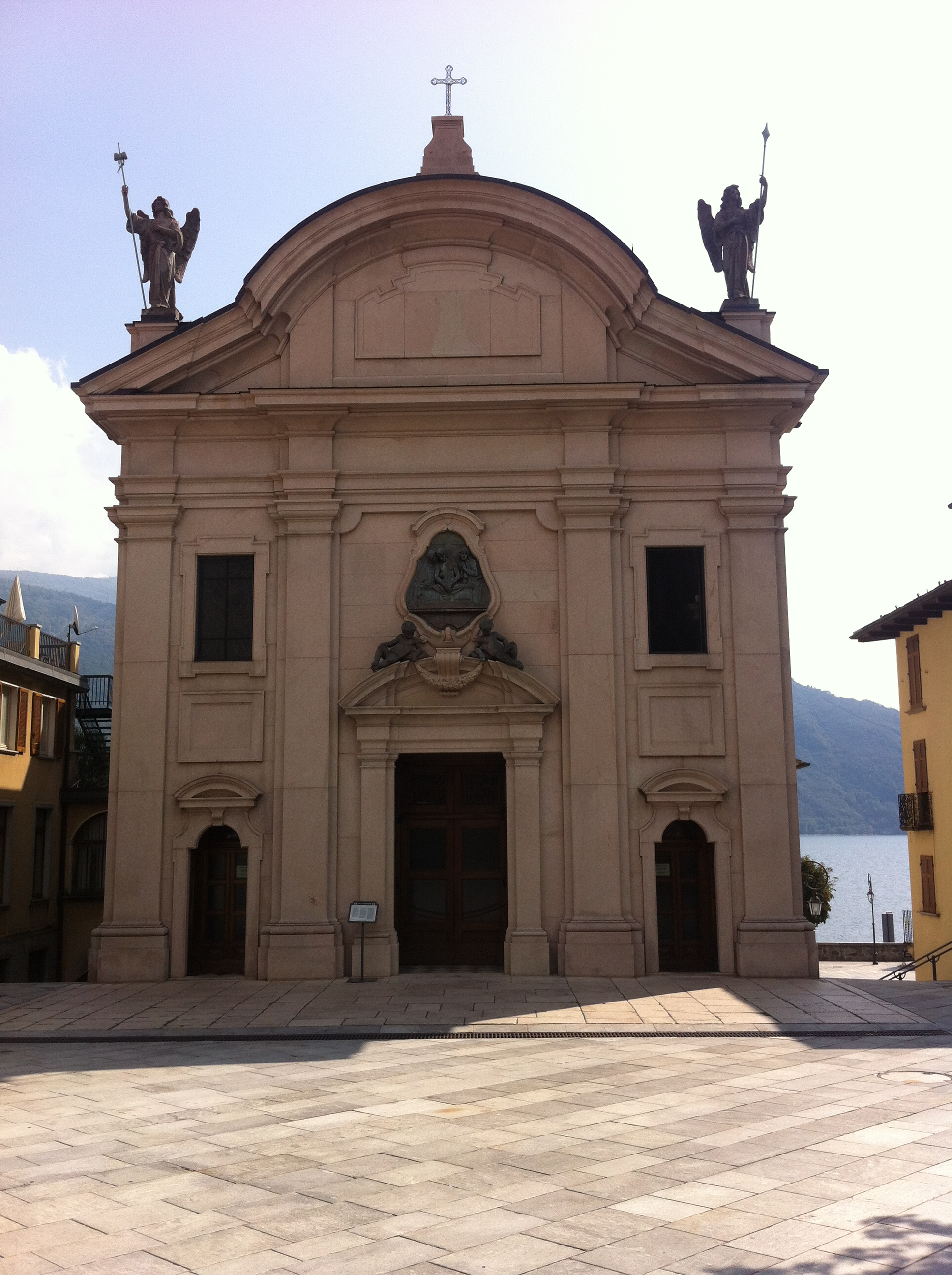
Wallfahrtskirche Santissima Pietà
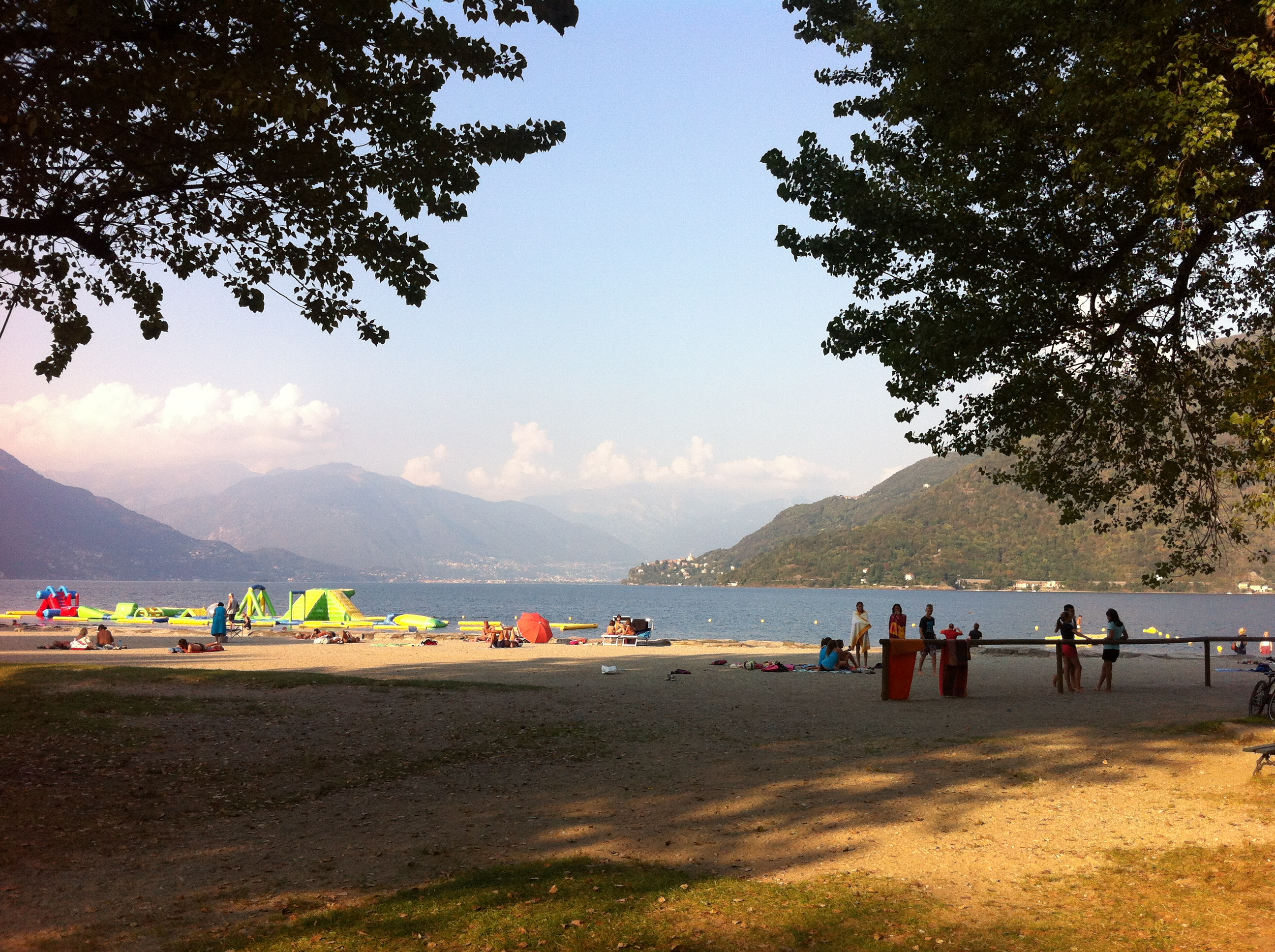
Cannobio, Lido (Strandbad)
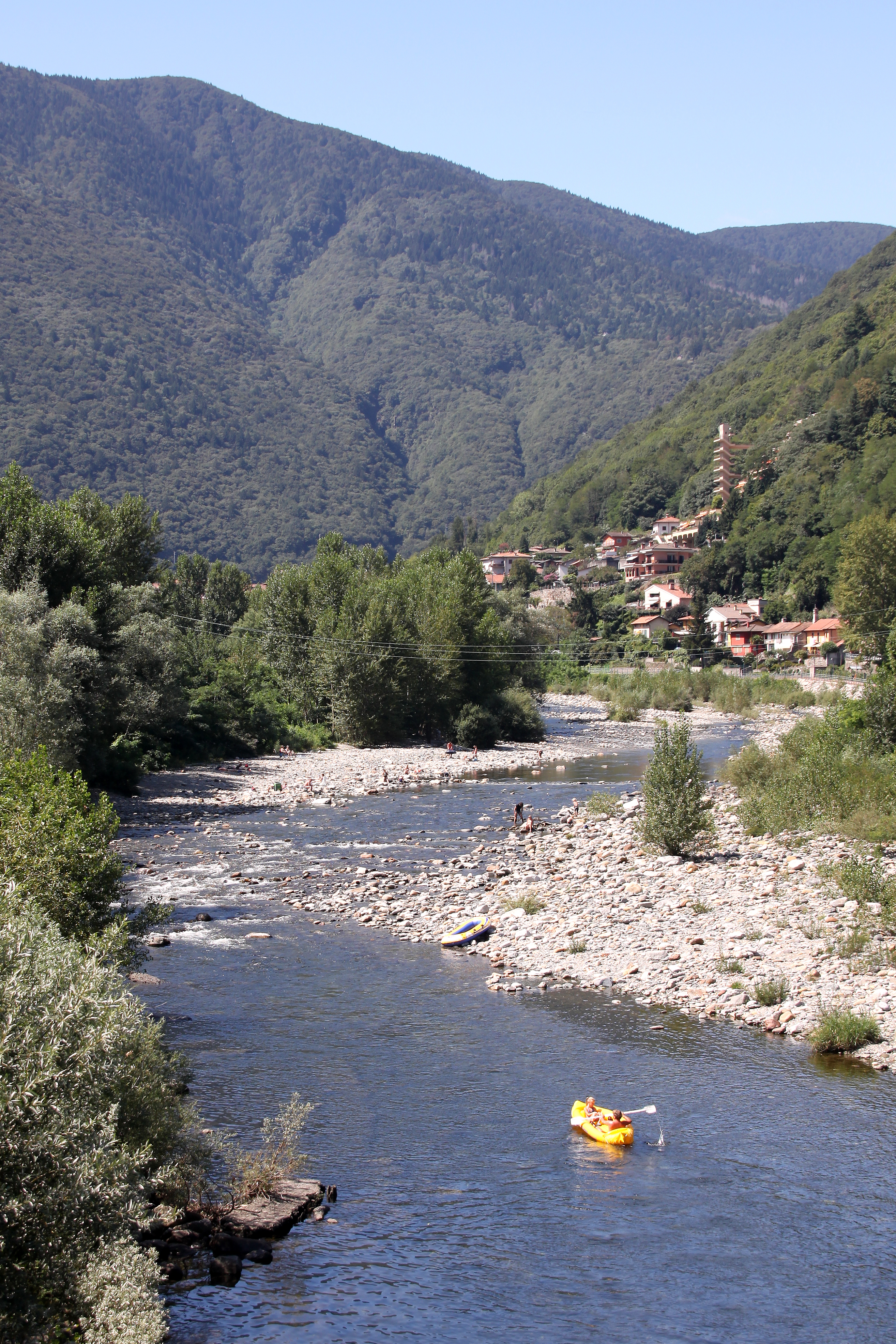
Torrente Cannobino
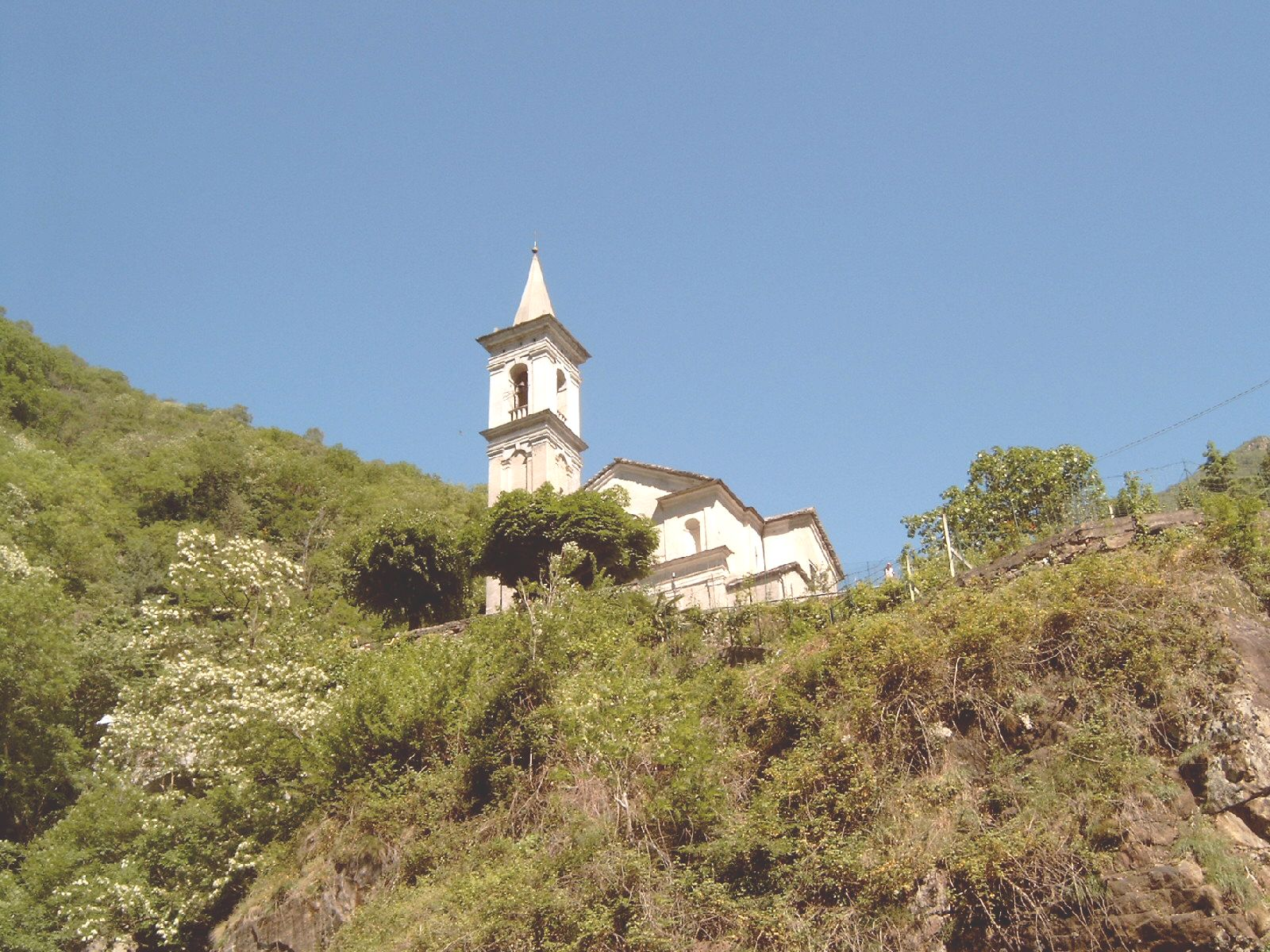
Kirche Sant’Anna im Valle Cannobino
Wohnhaus des Architekten Luigi Vietti
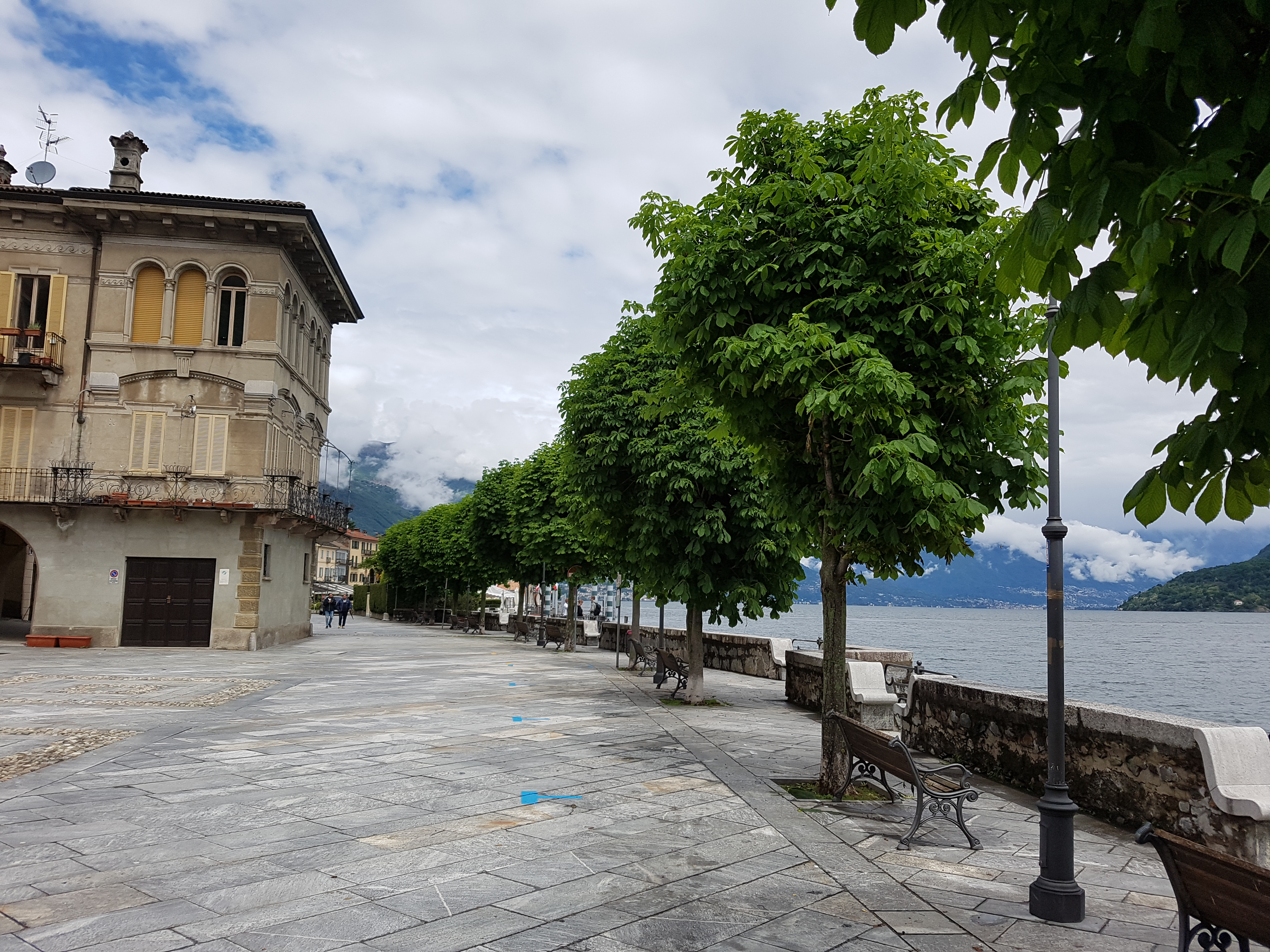
Promenade Cannobio
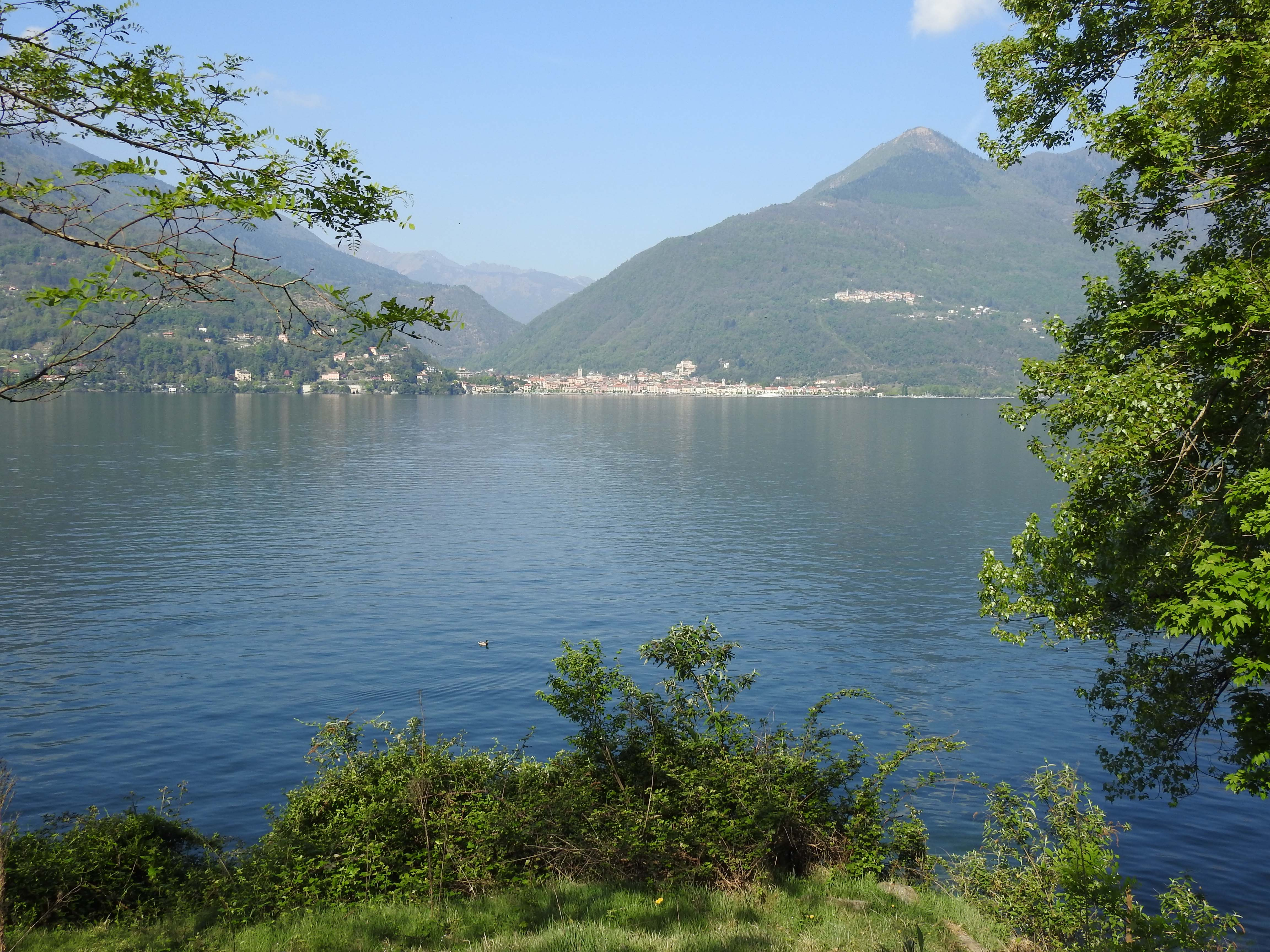
Cannobio von Osten
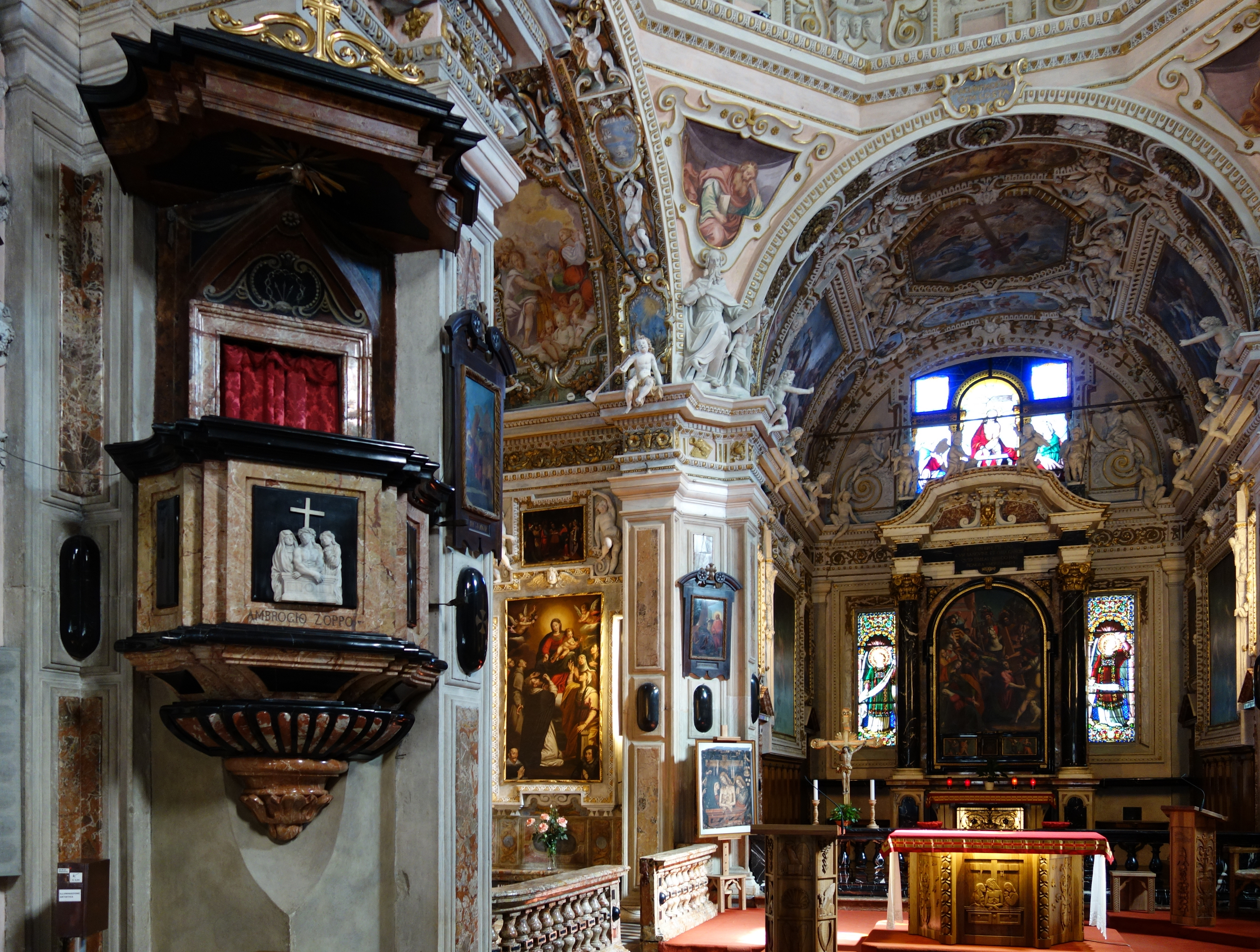
Altarraum und Kanzel der Wallfahrtskirche Santissima Pietà
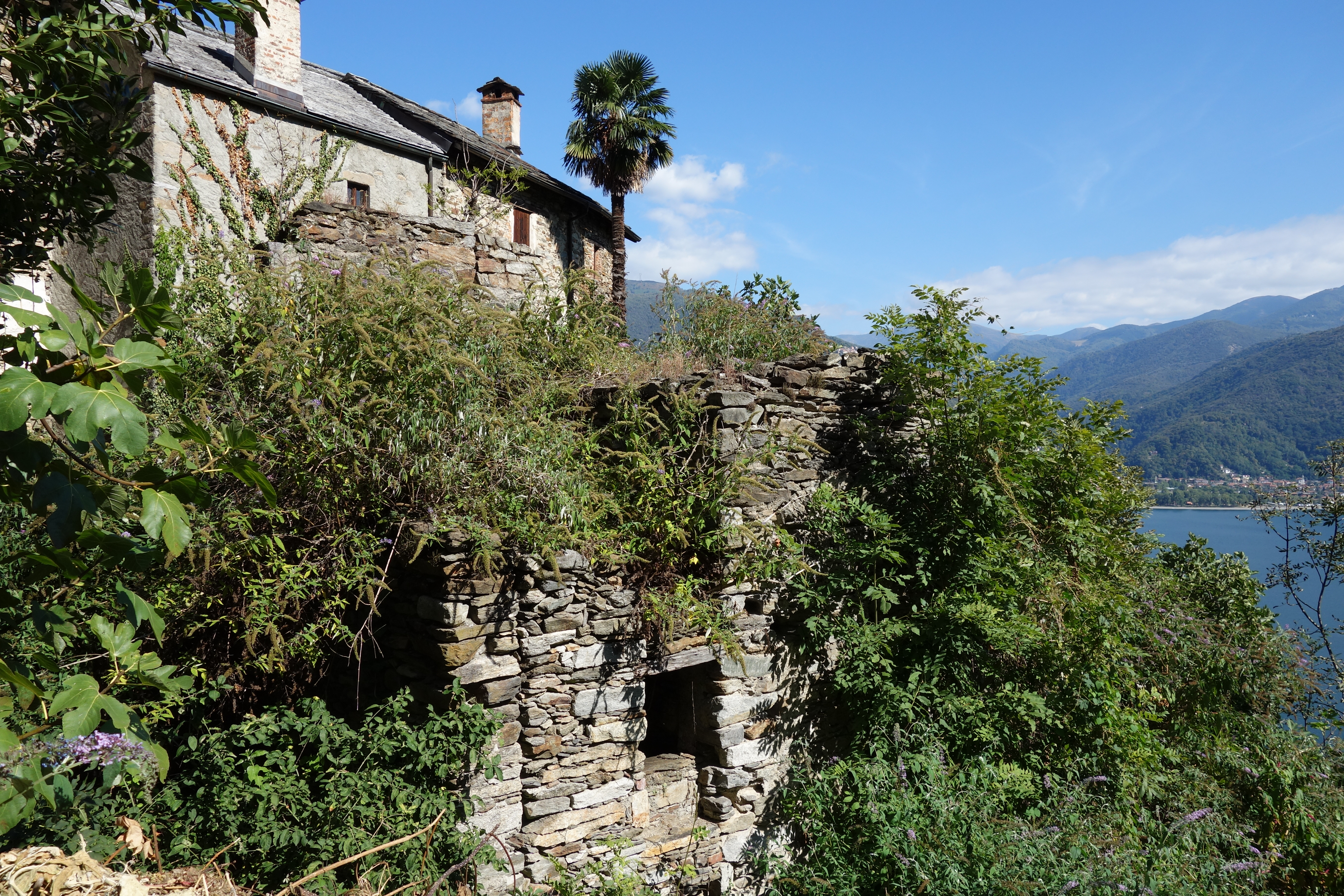
Carmine Superiore mit Blick auf den Lago Maggiore und die Berge der Lombardei
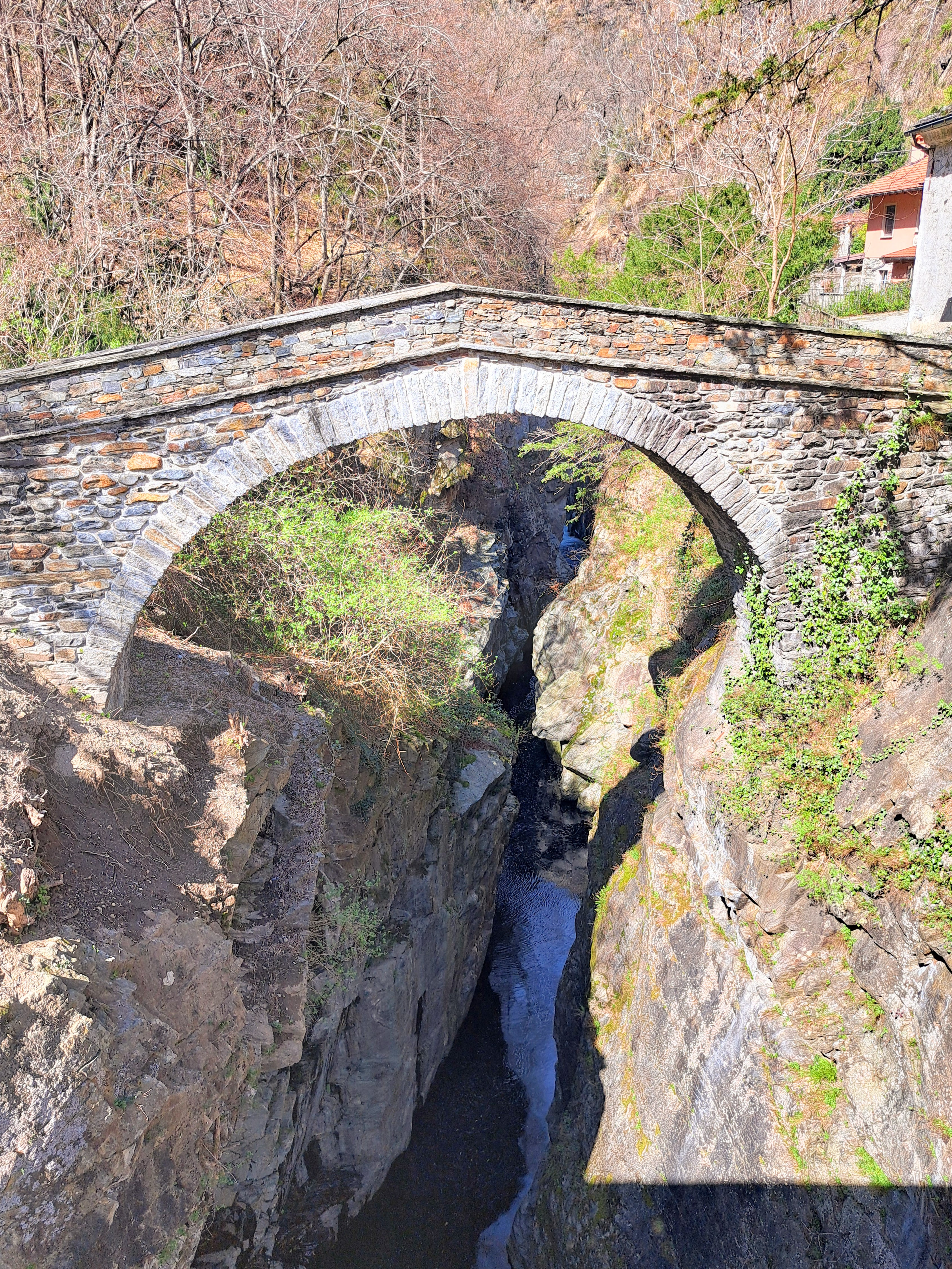
Die mittelalterliche Ponte dell’Avostana bei der Fraktion Traffiume

## Geschichte
Cannobio war vermutlich schon in vorrömischer Zeit besiedelt. Der Name geht zurück auf das römische Canobinum. Zur Römerzeit galt der Ort wegen seiner günstigen Lage als bedeutendes strategisches und wirtschaftliches Zentrum.
929 beherbergte die Ortschaft einen Königshof (curtis regia). Die Anlage wurde später den Erzbischöfen von Mailand unterstellt. 1207 erhielt Cannobio den Titel eines Borgo.
Im 12. Jahrhundert wurde die Stadt eine freie Kommune, bis sie sich 1342 freiwillig der Familie Visconti unterwarf, deren Herrschaft 1441 als Lehensherrschaft an Vitaliano Borromeo überging. Von dieser Epoche zeugen bis heute die zwischen dem 14. und 19. Jahrhundert erbauten Paläste.

## Regelmäßige Veranstaltungen
Jedes Jahr am Vorabend des 8. Januar findet in Cannobio das Fest der Allerheiligsten Pietà mit einer eindrucksvollen Lichterprozession statt.

## Söhne und Töchter
- Antonio da Cannobio (* 1430 in Cannobio; † nach 1471 in Rom?), Sohn des Giovanni, Architekt[5]
- Antonio Gallerani (* um 1559 (Defendente) in Cannobio; † 29. März 1624 in Altdorf UR), Kapuziner, Provinzial der Kapuzinerprovinz in Luzern, Baumeister[6]
- Francesco Maria Zoppi (* 6. Juni 1765 in Cannobio; † 8. April 1841 ebenda), Oblate, Bischof von Massa Carrara[7]
- Giulio Branca (* 1850 in Cannobio; † 1926 in Mailand), italienischer Bildhauer[8]
- Luigi Vietti (* 13. Februar 1903 in Cannobio; † 28. März 1998 in Mailand), italienischer Architekt und Stadtplaner, Ehrenbürger von Cannobio
- Germano Zaccheo (1934–2007), Bischof von Casale Monferrato
- Cristiana Muscardini (* 1948), Politikerin
- Erminio Ferrari (* 1959 in Cannobio; † 13. Oktober 2020 in Val Grande (Nationalpark Val Grande) (Pizzo Marona) wegen Unfall), Journalist des L’Eco di Locarno, Schriftsteller[9][10]